# 1998年のテレビ (日本)
1998年のテレビ（1998ねんのテレビ）では、1998年（平成10年）の日本におけるテレビジョン放送全般の動向についてまとめる。

## テレビ番組関係の出来事

### 1月
- 1日 - 日本テレビ系のドキュメントバラエティ番組『進め!電波少年』がこの日を以って放送終了、翌週の1月11日から『進ぬ!電波少年』としてリニューアル[注 1]。
- 4日 - フジテレビのミニ紀行・グルメ番組『くいしん坊!万才』の第10代くいしん坊として、俳優の宍戸開がこの日から登場（1999年12月27日まで2年間担当）[注 2]。
- 19日 - TBS系の『ナショナル劇場』・『水戸黄門 第26部』の製作発表が赤坂プリンスホテルで行われ、本作から前番組『南町奉行事件帖 怒れ!求馬』で使用されたVTR撮影となる。2月9日より放送開始。
- 31日 - 名古屋テレビ・テレビ朝日系で放送されたテレビアニメ・『勇者王ガオガイガー』が終了。これにより『勇者エクスカイザー』から8年間続いた『勇者シリーズ』（名古屋テレビ・サンライズ制作）のTVシリーズが終幕。

### 2月
- 7日〜22日 - 第18回冬季オリンピック長野大会が開催され、NHKと民放各局で連日中継。今大会は冬季オリンピックで初めてNHKと民放が共同で放送権を得るジャパンコンソーシアム方式を採用した[1]。また長野オリンピックのテレビ中継ではハイビジョンを使用した番組制作も行われ、スポーツ中継のハイビジョン化の魁ともなったことから、この年のハイビジョンアウォードでオリンピック・ハイビジョン中継チームに郵政大臣賞が贈られた[2]。

### 3月
- 12日 - フジテレビ系で恒例水泳バラエティ番組『ドキッ!丸ごと水着 女だけの水泳大会』を放送（司会 - 田代まさし、ヒロミ、木佐彩子(当時局アナ)）。今回は前年9月限りで『火曜ワイドスペシャル』が廃枠になったため、新たに『強力!木スペ120分』枠で放送。だが今回を以て、1970年夏放送の『紅白スター水泳大会』以来、リニューアルを重ねながら続いてきたフジテレビ水泳バラエティ番組は幕を閉じた。
- 18日 - 毎日放送で1984年（昭和59年）から放送されていた同局アナウンサー総出演のバラエティ番組『あどりぶランド』（関西ローカル）がこの日で終了、14年間の歴史に幕。
- 27日
  - フジテレビ系の報道番組では卒業及び終了が相次いだ。まず『めざましテレビ』にて、1994年（平成6年）4月の放送開始から4年間大塚範一（元NHKアナウンサー）とコンビで司会を務めた八木亜希子（当時アナウンサー、末期は水〜金曜担当）がこの日の放送を以って司会を卒業[注 3]。『おはよう!ナイスデイ』は司会の向坂樹興、吉崎典子両アナウンサーが降板。向坂は足掛け5年半、吉崎は7年間出演した。『FNNニュース555 ザ・ヒューマン』（1997年3月31日 - ）の平日版放送終了（番組本体終了は29日）を以て、関西テレビのローカルニュース『アタック ザ・ヒューマン』が終了し、『アタック630』以来19年半（20年間）続いた『アタック』シリーズの歴史に幕。『ニュースJAPAN』は宮川俊二キャスターが降板。
- 29日 - テレビ朝日系の音楽番組『オリジナルコンサート』が放送終了。11年間の歴史に幕。後番組は名古屋テレビの制作枠になり、土曜17時から移行する形で朝7時枠にアニメが放送され、2017年まで日曜7時 - 9時までテレビ朝日系列でアニメ、特撮が2時間放送される体制となる。後にこの枠は『ニチアサキッズタイム』の名称が与えられる（2025年現在も継続中）。
- 30日
  - NHK、平成10年度の新年度編成開始。
  - フジテレビは報道番組を大改正。『めざましテレビ』は大塚範一の新パートナーに小島奈津子（月〜水担当）と木佐彩子（木・金担当）両アナウンサーが登板。『おはよう!ナイスデイ』が放送17年目に入り『ナイスデイ』へ改題・リニューアル。司会には笠井信輔アナウンサーと女優の榊原るみを起用（翌1999年3月終了、後継番組の『とくダネ!』へ引き継がれる）。夕方には『FNNスーパーニュース』が放送スタート（ - 2015年3月29日）、初代キャスターは元NHKアナウンサーの宮川俊二[注 4]と八木亜希子アナウンサーが担当。『FNNスーパーニュースWEEKEND』は向坂樹興、木幡美子両アナウンサーが担当。『ニュースJAPAN』は川端健嗣アナウンサーが登板。
  - テレビ朝日の報道番組が大幅改正。早朝には『早起き!チェック』がスタート。司会は岡田洋子（月・火曜）、川北桃子（水・木曜）、木下智佳子（金曜）両アナウンサーがそれぞれ担当。『やじうまワイド』は開始時間を5時50分にし、土曜版（6時45分開始）を設け、新メンバーにまず司会に大熊英司アナウンサー（月 - 火曜）、アシスタントにフリーアナウンサーの中島多圭子（木 - 土曜）、スポーツコメンテーターに元・水泳選手の奥野史子、お天気コーナーにフリーアナウンサーの伊藤由希子（平日）、川北桃子アナウンサー（土曜）がそれぞれ加入。
- 31日 - 日本テレビ系で1971年（昭和46年）から放送が開始された味の素一社提供の料理番組『ごちそうさま』がこの日を以て放送終了、27年3ヶ月の歴史に幕[3]。

### 4月
- 2日
  - テレビ朝日系の夕方の報道番組・『スーパーJチャンネル』の初代キャスターを務めた俳優の石田純一（月 - 木曜）がファッションモデル・長谷川理恵との不倫騒動の責任を取る形で降板。
  - NHK総合で、各界の著名人が母校で出張授業を行う『課外授業 ようこそ先輩』が放送開始（ - 2016年4月1日）。
- 5日
  - フジテレビ系で東映動画（→東映アニメーション）制作の魔女っ子アニメ『ひみつのアッコちゃん』が3回目の放送開始（ - 1999年2月28日）、一方テレビ東京系でも、スタジオぴえろ（ぴえろの前身の1つ）制作の魔女っ子アニメ「ぴえろ魔法少女シリーズ」が、『魔法のステージファンシーララ』（テレビ大阪制作）として12年ぶりの復活（ - 同年9月27日）、2局で魔女っ子アニメが復活する。
  - 日本テレビ系で『進ぬ!電波少年』の姉妹番組『雷波少年』が放送開始（ - 2002年3月31日）。
  - TBS系日曜23時台前半枠（毎日放送制作枠）で窪田等の秀逸なナレーションによる人間密着ドキュメンタリー番組『情熱大陸』がこの日から放送開始（2025年現在も継続中）。
- 6日
  - NHK総合で、平成10年度前期連続テレビ小説『天うらら』（主演：須藤理彩、- 10月3日）放送開始。
  - 日本テレビ系朝のワイドショー『ルックルックこんにちは』で1984年（昭和59年）10月から13年半（14年間）司会を担当していた岸部四郎が自らの自己破産を理由に降板。7日から岸部の後任として同局アナウンサー（当時）の松永二三男が最終回（2001年3月）まで担当。この騒動を受け松永がメインキャスターを務めた『NNNニュースダッシュ』は金子茂アナウンサーが、金子がスポーツコーナーを担当していた『NNNニュースプラス1』は翌週より蛯原哲アナウンサーがそれぞれ登板した。
  - テレビ朝日系の夕方の報道番組・『スーパーJチャンネル』の2代目キャスターに元・同局のアナウンサー・小宮悦子が登板。
- 12日
  - NHK総合で、ブラジルの日系ブラジル人移民90周年を記念し、『NHKのど自慢・イン・ブラジル』を放送。のど自慢の放送で初の日本国外での収録となった[4]。
  - 日本テレビ系日曜19時枠でジャニーズ事務所所属グループ・TOKIOの出演によるドキュメントバラエティ『ザ!鉄腕!DASH!!』がこの日から放送開始（2025年現在も継続中）。
- 15日 - フジテレビ系にて水曜22時台に連続ドラマ枠新設、第1作として『ショムニ』（主演：江角マキコ）放送開始（全12回、 - 7月1日）。
- 16日
  - 1997年12月16日のポケモンショックにより放送休止となっていたテレビ東京系のアニメ『ポケットモンスター』の放送が4ヶ月ぶりに再開された[5]。
  - フジテレビ系で1977年2月から『火曜ワイドスペシャル』→『強力!木スペ120分』の看板番組として放送されていたお笑い番組『ドリフ大爆笑』がこの日をもってレギュラー放送を終了。21年2か月の歴史に幕。

### 5月
- 11日 - テレビ朝日の夜の報道番組・『ニュースステーション』の新メンバーにアシスタントに久米の後輩の元TBSアナウンサー・渡辺真理。サブキャスターに同局のスポーツ局記者の白木清か（それぞれ月 - 木曜担当）がそれぞれ登板。
- 17日 - フジテレビ系のアニメ・『サザエさん』に登場する磯野カツオ役が高橋和枝の急病により冨永みーなに交代。なお高橋は1999年3月23日に死去した。

### 6月
- ワールドカップサッカー・フランス大会が開催され、NHKで日本戦を中心に中継した[6]。特に日本戦3試合が高視聴率を獲得した（後述）。

### 7月
- 7日 - 関西テレビ・フジテレビ系にて、藤沢とおる作の学園漫画が原作のドラマ『GTO』放送開始（全12回、 - 9月22日）。主人公の教師「鬼塚英吉」役に反町隆史を起用、7月クールで高視聴率、最終回視聴率35.1%（関東地区、ビデオリサーチ調べ）を獲得する人気作品となる[注 5]。
- 12日 - この年から国政選挙の投票が20時締め切りとなったことに伴い、参院選開票速報前の通常編成を20時前までに拡大。
- 25日 - 和歌山市でこの日夕方、毒物カレー事件が発生。以降、各局のニュース番組やワイドショーは同事件の報道一色となる。

### 8月
- 24日 - TBS系の『ナショナル劇場』で『大岡越前 第15部』が放送開始。本作もVTR撮影となる。
- 31日 - 日本テレビ系『ズームイン!!朝!』2代目司会者を1988年3月から10年半務めた福留功男がこの日の放送を最後に勇退。

### 9月
- 1日 - 日本テレビ系『ズームイン!!朝!』3代目司会者に福澤朗（当時日本テレビアナウンサー）がこの日から登板（『ズームイン!!サタデー』から移籍）。なお、福澤は2001年9月28日の最終回まで務め、後番組『ズームイン!!SUPER』でも日本テレビを退社する2003年1月31日まで司会を担当する。また『〜サタデー』は福澤に替わり後輩の羽鳥慎一（同）が5日放送分より司会に昇格[注 6]。
- 2日 - フジテレビ系『めざましテレビ』の1コーナー「それいけ!キクマ」の中継にて、菊間千乃（当時フジテレビアナウンサー、後に弁護士に転身）が避難器具の体験リポート中、マンション5階（地上約13m）の窓から落下しマットに叩きつけられ、腰椎圧迫骨折による全治3か月の重傷を負う。同コーナーはそのまま終了となり、菊間は1999年3月で『めざまし』を降板した[注 7]。
- 13日
  - フジテレビ系日曜19時30分枠にて放送されていたアニメ『中華一番!』がこの日を以って終了、『世界名作劇場』時代の『フランダースの犬』以来22年続いた日本アニメーション制作枠が終了。
  - フジテレビ系『ミュージックフェア』の放送開始35年目を記念し、名場面を集めた記念番組を4週にわたり放送[7]。
- 15日
  - 読売テレビ制作・日本テレビ系列のアニメスペシャル『コボちゃんスペシャル 約束のマジックディ』が放送。読売テレビ開局40周年記念。1992年10月から1994年3月までのTVシリーズかつ1994年9月15日放送の『コボちゃんスペシャル 祭りがいっぱい!』以来4年ぶりの放送。
- 28日
  - TBSは報道番組を大改正。早朝には『おはようクジラ』は青島健太の新パートナー小倉弘子アナウンサーが登板。
  - TBS系平日正午枠にて、上岡龍太郎と笑福亭笑瓶の司会によるクイズ番組『おサイフいっぱいクイズ!QQQのQ』がこの日から放送開始。しかし、初回から1%以下の低視聴率が続き12月25日にわずか3か月で打ち切り終了。
  - TBS系平日午後のワイドショーにて、『ジャスト』がこの日から放送開始（ - 2005年3月25日）。
  - フジテレビは報道番組を大改正。10月5日からは『FNNスピーク』は田代尚子アナウンサー（当時）が復帰。10月3日からは土日夕方は『FNNスーパーニュース』スポーツコーナーは島田彩夏アナウンサーが担当。10月4日からは日曜朝は『報道2001』は吉崎典子アナウンサー（当時）が担当。

### 10月
- 2日 - テレビ朝日系『スーパーJチャンネル』の金曜キャスターを放送開始時から1年半務めた田代まさし（タレント）がこの日の放送分で降板。翌週10月9日より小宮悦子が全曜日担当となる（2010年3月まで担当）。
- 3日
  - TBS系で情報番組『お天気クジラ土曜版』がこの日から放送開始（ - 1999年3月27日）。
  - テレビ朝日系で『やじうまワイド』がこの日から放送時間拡大。
  - テレビ朝日系で情報番組『恋するアミパラ』がこの日から放送開始（ - 1999年3月27日）。
  - テレビ東京系で音楽情報番組『JAPAN COUNTDOWN』放送開始（ - 2020年9月26日）。
- 4日
  - 和歌山市の毒物カレー事件に関わった夫婦がこの日朝逮捕されたことにより、NHKや民放各局は早朝にニュース番組の拡大や特番を組んだ[8]。
  - TBS系にて『アッコにおまかせ!』はこの日から安東弘樹（当時）アナウンサーが登板。
  - テレビ東京系にて男女芸能人2組がドライブを楽しむ旅番組『ドライブ A GO!GO!』がこの日から放送開始（ - 2016年9月25日）。
  - フジテレビ系で『スーパーナイト』が放送時間短縮。
- 5日
  - NHK総合で、平成10年度後期連続テレビ小説『やんちゃくれ』（大阪局制作。主演：小西美帆、- 1999年4月3日）放送開始。
  - NHK教育で犬丸りん原案によるアニメ『おじゃる丸』が放送開始（2025年現在も継続中）。
  - 日本テレビ系で『ルックルックこんにちは』はこの日よりロゴ変更。
  - 日本テレビ系で『おもいっきりテレビ』情報特急便はこの日よりローカルセールス枠のスポンサーに変更。
  - 日本テレビ系で『ザ・ワイド』が噂の特ダネファイルのコーナーに今井伊佐男アナウンサー（当時）が登板。
  - 日本テレビ系で『NNNニュースプラス1』がこの日より放送時間変更。
  - 日本テレビ系でスポーツ番組『超K-1宣言!』がこの日から放送開始（ - 2002年3月）。
  - フジテレビ系で『ナイスデイ』がこの日より放送時間拡大。
  - フジテレビ系で平成の『夕やけニャンニャン』をめざすバラエティー番組『DAIBAッテキ!!』が放送開始。
  - テレビ朝日系の情報番組『ワイド!スクランブル』の新司会者に俳優の大和田獏と同局の大下容子アナウンサーが登板。
- 8日 - 日本テレビ系でNFL情報番組『倶楽部☆T』がこの日から放送開始（ - 2003年9月）。
- 12日 - フジテレビが平日（月 - 木曜）の23時台前半に30分枠のバラエティゾーン『バラパラ』を新設（当時は20分枠）。第1期は、月曜が『西村雅彦のさよなら20世紀』、火曜が『男女8人恋愛ツアー!TOKIOのな・り・ゆ・き!!』、水曜が『笑う犬の生活 -YARANEVA!!-』、木曜が『江角マキコの恋愛の科学』であった。
- 14日 - 横山大観の弟子でテレビ東京系バラエティ番組『開運!なんでも鑑定団』の鑑定士であった日本画家の渡邉包夫が死去（享年86歳）。
- 23日 - 日本テレビ系「ぐるぐるナインティナイン」の人気コーナー「グルメチキンレース・ゴチになります!」がこの日の放送回よりスタート。
- 25日 - NHK-BS2にて、ほぼ月1回ペースで日本の1つの都道府県の魅力を発信する大型生放送番組『おーい、ニッポン 今日はとことん（都道府県）』放送開始。第1回は「富山県」の回で、以後、1巡目は2004年1月31日・2月1日の「東京都」まで47都道府県すべてを制覇。1巡目では秋元康プロデュースによる「県のうた」企画も行われた。2巡目は2004年3月7日の「佐賀県」の回から始まり、2009年11月8日「高知県」の回を以て終了となった。

### 11月
- 1日 - フジテレビ系で放送されている長寿テレビアニメ『サザエさん』が、この月より東芝の一社提供から、東芝を筆頭とした複数社提供に変更、これにより、1969年4月からの『忍風カムイ外伝』から29年半続いた、フジテレビ日曜18:30枠の東芝一社提供アニメが終結した。
- 11日 - テレビ朝日系『日曜洋画劇場』の解説をNET時代の1966年[注 8]の放送開始以来長きにわたって担当した映画評論家の淀川長治がこの日死去（享年89）。11月15日の同番組では番組冒頭から30分間「サヨナラ 淀川長治さん 89年の輝ける映画人生」と題した淀川の追悼特別企画が放送された。
- 19日 - 日本を訪問中のビル・クリントンアメリカ合衆国大統領がTBSのスタジオで100人の市民とタウンミーティングを行い、この模様が『NEWS23スペシャル クリントン大統領があなたと直接対話』のタイトルでTBS系列において放送された[9]。
- 22日・23日 - 日本テレビ系で、かつて1977年から1992年まで16回に渡って放送された大型特別クイズ番組『アメリカ横断ウルトラクイズ』が『今世紀最後!アメリカ横断ウルトラクイズ』として6年振りに復活。国外レポーターは第15回（1991年）の第1問まで担当し[注 9]番組の顔となっていた福留功男が7年振り、国内レポーター（通称「敗者の味方」）は第11回（1987年）まで担当した徳光和夫が11年振りにそれぞれ担当。スタジオパートは伊東四朗と松本明子が初担当した。

### 12月
- 19日 - テレビ東京系の紀行番組を兼ねた単発特別番組枠『土曜スペシャル』が、この日より12年2ヶ月ぶりに19:00開始の2時間番組へ戻る。
- 21日 - テレビ東京系でこしたてつひろ原作のミニ四駆アニメ『爆走兄弟レッツ&ゴー!!』シリーズが放送終了。1996年から3年間の幕を閉じる。
- 31日
  - TBS系で『第40回日本レコード大賞』放送。大賞はglobeの「wanna Be A Dreammaker」で、小室哲哉プロデュースの楽曲で大賞4連覇を達成。
  - 第49回NHK紅白歌合戦を放送。紅組司会は久保純子（当時NHK東京アナウンス室アナウンサー）、白組司会は中居正広（SMAP）が務めた。視聴率は2部制を採用した1989年以降では最高の57.2%（第2部）だったが、ワールドカップの日本対クロアチア戦の60.9%には及ばず、ビデオリサーチが1962年の調査を開始して以来初めて年間最高視聴率の座を明け渡した[10][11]。

## その他テレビに関する話題

### 年間
- 日本テレビがこの年の年間視聴率で1994年から5年連続3冠王となる。翌1999年春には年度視聴率でも3冠王となる。

### 1月
- 1日 - テレビ新潟が略称を「TNN」から「TeNY」に変更（2025年現在も使用中）。
- 28日 - 『仮面ライダーシリーズ』（毎日放送系、1971年 - 1989年[注 10]）などの原作者で、漫画家の石ノ森章太郎がこの日死去（享年69）。

### 3月
- 31日 - タバコのCMが、業界の自主規制に基づき、この日23時59分をもって放映禁止になる。

### 4月
- 9日 - フジテレビがテレビ界初のファンクラブ「フジテレビクラブ」を発足する[12]。

### 5月
- 1日 - CSデジタル衛星放送・パーフェクTV!（東経128度衛星）を運営する「日本デジタル放送サービス（スカパーJSAT）の前身の1つ」とJスカイB（東経124度衛星、4月25日放送開始）を運営する「ジェイ・スカイ・ビー」が合併。スカイパーフェクTV!（後のスカパー!）が誕生。

### 7月
- 1日

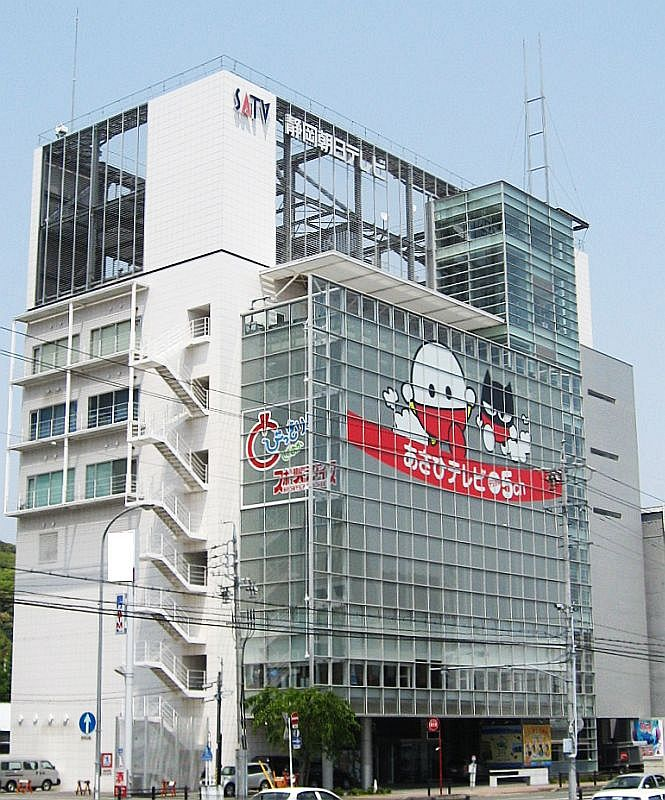
静岡朝日テレビ新社屋稼働開始（7月1日）※写真は2010年撮影。その後2018年9月に東側（写真右側）を増築

  - フジテレビがCS放送に初参入、スカイパーフェクTV!721チャンネルにて同局初の有料チャンネル「フジテレビ721」開局（後の「フジテレビTWO」）。アニメ専門チャンネル・アニマックス開局。
  - 静岡朝日テレビ（あさひテレビ、SATV）が開局20周年となったこの日、本社・演奏所が静岡市七間町から同市東町（いずれも2005年より葵区に編入）へ移転、稼働開始。
- 25日に発生した和歌山毒物カレー事件の影響で、食品会社のカレーのCMが放送自粛となり、料理番組等でもカレーの料理が一時的に取り上げられなくなった。また、TBSのアニメ『浦安鉄筋家族』で作中にカレーライスが出てきた回「走れスジャータ」が未放送となった（放送終了後に発売されたビデオ版には収録された）。なお、漫画版と同様に理科室の化学薬品を利用して調理するという内容だった。

### 9月
- フジテレビのアナウンサーの菊間千乃（当時）の『めざましテレビ』内での負傷事故（前述）により、菊間は同番組のほか、当時担当していた番組を全て降板した。なお司会を務めていた『発掘!あるある大事典』（関西テレビ制作）は当時入社1年目だったアナウンサー島田彩夏が代理を務めた。

### 10月
- 1日 - テレビ東京の社章・ロゴマークが青と赤を基調とした「TV TOKYO」のCIロゴに変更される（2023年まで使用）。
- 14日 - テレビ東京系『開運!なんでも鑑定団』に番組開始当初から鑑定士としてレギュラー出演していた日本画家で書画古文書鑑定士の渡邉包夫が死去（86歳没）。

## 周年

### 番組
35周年
- 『大河ドラマ』（NHK総合・BS-2）
- 『キユーピー3分クッキング』（日本テレビ、1月21日）[注 11]

30周年
- 『HTBニュース』（北海道テレビ）

25周年
- 『ポンキッキシリーズ』（フジテレビ）[注 12]

20周年
- 『24時間テレビ 「愛は地球を救う」』（日本テレビ / NNN・NNS31局）[注 13]

15周年
- 『スーパージョッキー』（日本テレビ）
- 『THE フィッシング』（テレビ大阪）
- 『レディス4』（テレビ東京）

10周年
- 『それいけ!アンパンマン』（日本テレビ）
- 『NNNニュースプラス1』（日本テレビ）
- 『ワールドビジネスサテライト』（テレビ東京）
- 『探偵!ナイトスクープ』（ABC）

5周年
- 『NHKニュースおはよう日本』（NHK総合）
- 『忍たま乱太郎』（NHK教育）
- 『天才てれびくん』（NHK教育）
- 『NHKニュース7』（NHK総合）
- 『クローズアップ現代』（NHK総合）
- 『TVおじゃマンボウ』（日本テレビ）
- 『ダウンタウンDX』（よみうりテレビ）
- 『どうぶつ奇想天外!』（TBS）
- 『COUNT DOWN TV』（TBS）
- 『オールスター赤面申告!ハプニング大賞』（TBS）
- 『朝だ!生です旅サラダ』（ABC）

### 開局・放送開始
- 2月1日 - 日本放送協会（NHK）テレビジョン本放送開始45周年。
- 2月22日 - NHK熊本、鹿児島放送局テレビジョン放送開始40周年。
- 3月1日、RKB毎日放送テレビジョン放送開始40周年
- 4月1日
  - 開局35周年 - 福島テレビ
  - 開局25周年 - 奈良テレビ放送
- 6月1日 - 山陽放送テレビジョン放送開始40周年
- 7月1日
  - 西日本放送テレビジョン放送開始40周年
  - 静岡朝日テレビ開局20周年
- 8月12日 - 岐阜放送テレビジョン放送開始30周年
- 8月28日
  - 開局45周年 - 日本テレビ放送網
  - 開局40周年 - 讀賣テレビ放送、テレビ西日本
- 9月1日 - テレビ愛知開局15周年
- 10月1日
  - 開局15周年 - 新潟テレビ21
  - 開局5周年 - 山口朝日放送、大分朝日放送
- 10月15日 - NHK富山放送局テレビジョン放送開始40周年
- 10月25日 - 信越放送テレビジョン放送開始40周年
- 11月1日
  - テレビジョン放送開始40周年 - 静岡放送
  - 開局30周年 - テレビ静岡
- 11月3日 - 北海道テレビ放送開局30周年
- 11月15日 - NHK長野放送局テレビジョン放送開始40周年
- 11月22日 - 関西テレビ放送開局40周年
- 12月1日
  - 開局40周年 - NHK新潟放送局、北陸放送、南海放送
  - 開局30周年 - NHK宮崎教育テレビジョン
- 12月4日 - テレビユー福島開局15周年
- 12月16日 - 新潟総合テレビ開局30周年
- 12月23日 - NHK長崎放送局テレビジョン放送開始40周年
- 12月24日 - 新潟放送テレビジョン放送開始40周年
- 12月25日 - 東海テレビ放送開局40周年
- 12月28日 - NHK盛岡放送局テレビジョン放送開始40周年

## 記念回
- 1月18日 - 笑点（日本テレビ）1600回
- 5月11日 - 森田一義アワー 笑っていいとも!（フジテレビ）4000回
- 10月17日 - 『部長刑事シリーズ』（ABC）シリーズ通算2000回 ※当時は『新・部長刑事 アーバンポリス24時』
- 11月18日 - クローズアップ現代（NHK）1000回[13]

## 視聴率
（※関東地区、ビデオリサーチ調べ）

### スポーツ
1. ワールドカップサッカーフランス'98「日本×クロアチア」（NHK総合、6月20日 21:22-23:30）60.9%[14]
2. ワールドカップサッカーフランス'98「日本×アルゼンチン」（NHK総合、6月14日 21:22-23:30）60.5%[14]
3. ワールドカップサッカーフランス'98「日本×ジャマイカ」（NHK総合、6月26日）52.3%[14]
4. ワールドカップサッカーフランス'98カウントダウン「日本×アルゼンチン」（NHK総合、6月14日 21:00-21:22）36.3%
5. 長野オリンピック・開会式（NHK総合、2月7日）35.8%
6. ワールドカップサッカーフランス'98カウントダウン「日本×クロアチア」（NHK総合、6月20日 21:00-21:22）35.4%
7. 大相撲初場所・5日目（NHK総合、1月15日 17:32-18:00）33.2%
8. W杯・岡田監督&選手独占インタビュー（NHK総合、6月26日）31.7%
9. 長野オリンピック・閉会式（日本テレビ、2月22日）30.8%
10. ナイター中継'98「ヤクルト×巨人」（フジテレビ、4月3日）30.1%
11. '98プロ野球日本シリーズ「横浜×西武」第6戦（フジテレビ、10月26日）29.9%
12. W杯&スポーツ情報（NHK総合、6月20日 23:30-24:05）29.3%
13. 長野オリンピック（NHK総合、2月15日 9:20-11:55）28.7%
14. ナイター中継'98「ヤクルト×巨人」（フジテレビ、4月5日）28.1%
15. W杯&スポーツ情報（NHK総合、6月14日 23:30-24:05）27.9%
16. 第80回全国高校野球選手権記念大会決勝・閉会式（NHK総合、8月22日）27.9%
17. '98プロ野球日本シリーズ「横浜×西武」第1戦（フジテレビ、10月18日）27.9%
18. SAPPORO新春スポーツスペシャル 第74回東京箱根間往復大学駅伝競走・復路（日本テレビ、1月3日）26.1%
19. SAPPORO新春スポーツスペシャル 第74回東京箱根間往復大学駅伝競走・往路（日本テレビ、1月2日）25.7%

### ドラマ
1. GTO（最終回）（フジテレビ、9月22日）35.7%
2. 連続テレビ小説 天うらら（NHK総合、9月16日）35.6%
3. 木曜劇場・眠れる森（最終回）（フジテレビ、12月24日）30.8%
4. 連続テレビ小説 甘辛しゃん（NHK総合、2月19日）30.0%
5. 大河ドラマ 徳川慶喜（NHK総合、1月18日）29.7%
6. ショムニ（最終回）（フジテレビ、7月1日）28.5%
7. 神様、もう少しだけ（最終回）（フジテレビ、9月22日）28.3%
8. 踊る大捜査線 秋の犯罪撲滅スペシャル（フジテレビ、10月6日）25.9%[15]
9. 金曜特別ロードショー あぶない刑事フォーエヴァー TVスペシャル'98　(日本テレビ、8月28日) 25.7%
10. 新春ドラマスペシャル ナニワ金融道 パート3 （フジテレビ、1月5日）25.3%
11. ラブジェネレーション'98 ハッピーエンドから始めよう（フジテレビ、4月6日）25.2%

### バラエティ・歌番組
1. 第49回NHK紅白歌合戦・第2部（NHK総合、12月31日）57.2%
2. 第49回NHK紅白歌合戦・第1部（NHK総合、12月31日）45.4%
3. 電波少年（日本テレビ、8月16日・9月13日）30.4%
4. ゆく年くる年（NHK総合、12月31日）28.9%
5. さんまのSUPERからくりTV（TBS、2月1日）27.0%

### ニュース
1. NHKニュース（NHK総合、2月15日、12:00）28.4%

## 報道・情報・ミニ番組

### 終了番組
- 3月21日 - アジア発見（NHK総合）
- 3月27日
  - 早起き一番!天気&NEWS（テレビ朝日）
  - おはよう!ナイスデイ（フジテレビ）
  - アタック ザ・ヒューマン（関西テレビ）
- 3月28日
  - めざましテレビ週末号（フジテレビ）
  - やじうまサタデー（テレビ朝日）第1期。
  - 土曜ぴーぷる（関西テレビ）
  - THE WEEK（フジテレビ）
- 3月29日 - FNNニュース ザ・ヒューマン（フジテレビ）
- 9月21日 - 潜入!24時間（テレビ朝日）
- 9月25日
  - はーい!昼ナマ（MBS）
  - 情報!もぎたてサラダ（TBS）
  - 10時奥さまプラーザ（テレビ東京）
- 9月26日
  - グットモーニング香港（フジテレビ）
  - 女神のちからこぶ（テレビ朝日）
  - ニュース瓦版 九州見聞録（九州朝日放送）
- 9月30日
  - マーケットLIVE（テレビ東京）
  - NEWSウェーブ615（テレビ東京）
- 10月2日
  - アニメ再放送枠（フジテレビ）
  - 名古屋テレビぐっとイブニング（名古屋テレビ）
  - 京都が好き（テレビ朝日）
  - 自遊人へ（テレビ朝日）

### 開始番組
- 3月30日
  - 早起き!チェック（テレビ朝日）
  - FNNスーパーニュース（フジテレビ）
  - UMKスーパーニュース（テレビ宮崎）
- 4月4日
  - 土曜一番!花やしき（フジテレビ）
  - グットモーニング香港（フジテレビ）
- 4月5日 
  - あさ天サンデー（日本テレビ）
  - テクノ探偵団（テレビ東京）
- 4月11日 - 教育トゥデイ（NHK教育）
- 4月13日 - 潜入!24時間（テレビ朝日）
- 9月20日 - 日曜V!V!V!テレビ（西日本放送）
- 9月28日
  - 素敵にワイド!ほっと10（テレビ東京）
  - ジャスト（TBS）
  - おかえりワイド（MBS）
- 10月1日  - ニュースモーニングサテライト（テレビ東京）
- 10月3日 
  - お天気クジラ土曜版（TBS）
  - ニュースな関係よこチャンネル（テレビ山口）
  - 恋するアミパラ（テレビ朝日）
  - 気ままにLB（九州朝日放送）
  - とっても健康らんど（九州朝日放送）
- 10月4日
  - ビックバン笑（フジテレビ）
  - がんばれ!テクノパパ（フジテレビ）
- 10月5日
  - ラフィーネ（TBS）
  - 情報ライブ トゥー・ユー!（名古屋テレビ）
  - ほっと540九州沖縄（九州朝日放送）
  - 都のかほり（テレビ朝日）
  - あしたまにあ〜な（テレビ朝日）
- 10月8日 - 倶楽部☆T（日本テレビ）

## ドキュメンタリー番組

### 終了番組
- 3月11日 - 女神の天秤（TBS）
- 3月18日 - ふるさとの仲間たち（NHK総合）
- 9月26日 - 旅・わくわく（中部日本放送）

### 開始番組
- 4月2日 - 課外授業 ようこそ先輩（NHK総合）
- 4月3日 - ふだん着の温泉（NHK総合・仙台）
- 4月5日
  - さわやか自然百景（NHK総合・札幌）
  - キラリ（ABC）
  - 情熱大陸（MBS）
- 4月7日 - にっぽん川紀行（NHK総合）
- 10月3日 - 人・旅わくわく（中部日本放送）改題。
- 10月 -　鉄道のある風景（Jドキュメント750）

## 教養番組

### 開始番組
- 4月1日 - オトナの試験（NHK総合）
- 4月8日 - 英語ビジネスワールド（NHK教育）

## スポーツ番組

### 終了番組
- 3月31日 - スポーツTODAY（テレビ東京）
- 9月25日 - U・S（日本テレビ）
- 9月27日 - スポーツ100％（テレビ東京）

### 開始番組
- 4月3日 - ウェルディが好きだ（日本テレビ）
- 4月5日 - GET SPORTS（テレビ朝日）
- 4月10日 - ナンバー12・熱血サッカー宣言（テレビ東京）
- 10月5日 - 超K-1宣言!（日本テレビ）

## バラエティ番組

### 終了番組
- 1月1日 - 進め!電波少年（日本テレビ）
- 1月10日 - クイズ!渡る世間は金ばかり?!（テレビ朝日）
- 1月23日 - 金ロマン人生いろいろ（フジテレビ、関西テレビ）
- 3月1日 - だんトツ!!平成キング（日本テレビ）
- 3月9日 - 特ダネ!歩くテレビ（テレビ東京）
- 3月10日 - 黄金ボキャブラ天国（フジテレビ）
- 3月12日 - 超!よしもと新喜劇（MBS）
- 3月14日 - 追跡!金運王国（テレビ朝日）
- 3月15日 - ふるさと愉快亭 小朝が参りました（NHK総合）
- 3月18日
  - おしえてアミーゴ!!（TBS）
  - タモリのネタでNIGHTフィーバー!（フジテレビ）
  - あどりぶランド（MBS）
- 3月23日
  - 鶴瓶・草彅の夢中宣言「がんばります。」（テレビ朝日）
  - 豪快!御影屋（MBS）
  - ふぞろいの大人たち（フジテレビ）
  - なぞ解き歳時記（NHK総合）
- 3月25日 - 中居くん温泉H（読売テレビ）
- 3月26日 - ビリビリさせて（中京テレビ）
- 3月27日 - 黄金のレシピ（TBS）
- 3月28日
  - アッコの泣かしたろか!?（テレビ朝日）
  - ギルガメッシュないと（テレビ東京）
- 3月29日
  - 探検王国 そんなことアルマジロ（ABC）
  - TVおじゃマンモス（日本テレビ）
  - ともさか家の憂鬱（日本テレビ）
  - トロトロでいこう!（フジテレビ）
  - それ行けKinKi大放送（日本テレビ）
- 3月30日
  - 鉄腕!DASH!!（日本テレビ）
  - ホリーマウンテン（日本テレビ）
  - RRR（読売テレビ）
- 3月31日 - 鶴瓶・上岡パペポTV（読売テレビ）
- 4月2日 - 真夜中の王国（NHK・BS-2）
- 6月25日 - ざこば・鶴瓶らくごのご（ABC）
- 6月29日 - 列島どっきり宅配便（テレビ東京）
- 8月26日
  - はばたけ!ペンギン（TBS）
  - 所さんの20世紀解体新書（TBS）
- 9月8日 - 家族そろってボキャブラ天国（フジテレビ）
- 9月12日 - 真相究明!噂のファイル（テレビ朝日）
- 9月14日 - ときめき2泊3日（フジテレビ）
- 9月16日 - 中居正広のボクらはみんな生きている（フジテレビ）
- 9月17日 - 超コメディ60!（MBS）
- 9月24日
  - グルメな冒険 お願い!リストランテ（テレビ朝日）
  - 男3人ブラ珍クイズ旅（TBS）
- 9月25日 - 宮本和知の熱血!昼休み（TBS）
- 9月26日 - ハンマープライス（関西テレビ）
- 9月27日
  - Gyu!と抱きしめたい!（日本テレビ）
  - OH!トロトロでいこう!（フジテレビ）
  - ねばぎばTOKIO（フジテレビ）
  - 快傑!コウジ園（日本テレビ）
- 9月28日
  - 愛LOVEジュニア（テレビ東京）
  - 所さんのこれアリなんじゃないの!?（テレビ朝日）
  - 乙女のザンゲ（テレビ東京）
  - BIG4ボウリング（ABC）
- 9月29日
  - 福留の22の21（テレビ東京）
  - マガ不思議（TBS）
- 9月30日
  - シェイプUPガールズのもっと遊びたい（テレビ東京）
  - いろもん（日本テレビ）
  - すっぴんDNA（中京テレビ）
- 10月3日 - 今夜は帰して!!（テレビ朝日）
- 11月24日 - おとこのこおんなのこ（フジテレビ）
- 12月14日 - 爆発ホンネ修羅バトル（テレビ東京）
- 12月25日
  - おサイフいっぱいクイズ! QQQのQ（TBS）
  - 渋谷でチュッ!（テレビ東京）

### 開始番組
- 1月12日 - 進ぬ!電波少年（日本テレビ）
- 1月17日 - 追跡!金運王国（テレビ朝日）
- 1月18日 - ハッピーバースデー!（フジテレビ）
- 1月19日 - 鶴瓶・草彅の夢中宣言「がんばります。」（テレビ朝日）
- 1月30日 - 痛快!知らぬはオトコばかりなり（フジテレビ、関西テレビ）
- 3月30日 - 宮本和知の熱血!昼休み（TBS）
- 4月2日
  - 今夜も千両箱!!（テレビ東京）
  - マチャミの全部いただきっ!!（中京テレビ）
- 4月4日
  - いつでも笑みを!（関西テレビ）
  - あなたにありがとう（関西テレビ）
  - 今夜は帰して!!（テレビ朝日）
  - アルテミッシュNIGHT（テレビ東京）
- 4月5日
  - 雷波少年（日本テレビ）
  - Gyu!と抱きしめたい!（日本テレビ）
- 4月6日
  - 乙女のザンゲ（テレビ東京）
  - 新・真夜中の王国（NHK・BS-2）
  - 号外!!爆笑大問題（札幌テレビ）
- 4月7日 - 大爆笑問題（テレビ東京）
- 4月8日
  - 特捜!芸能ポリスくん（TBS）
  - たかじんONE MAN（MBS）
- 4月12日
  - OH!トロトロでいこう!（フジテレビ）
  - 欽ちゃんとみんなでしゃべって笑って（NHK総合）
- 4月13日
  - 列島どっきり宅配便（テレビ東京）
  - 愛の貧乏脱出大作戦（テレビ東京）
- 4月14日
  - 家族そろってボキャブラ天国（フジテレビ）
  - 福留の22の21（テレビ東京）
- 4月15日
  - 8時だJ（テレビ朝日）
  - はばたけ!ペンギン（TBS）
- 4月16日 - 超コメディ60!（MBS）
- 4月17日 - ウォンテッド!!（フジテレビ）
- 4月18日 - 真相究明!噂のファイル（テレビ朝日）
- 4月25日 - 京都ビストロジャーニー（ABC）
- 7月6日 - 爆発ホンネ修羅バトル（テレビ東京）
- 7月7日 - LIVE PAPEPO 鶴+龍（読売テレビ）
- 9月28日 - おサイフいっぱいクイズ! QQQのQ（TBS）
- 10月1日
  - バスDEコロコロ（関西テレビ）
  - いろもん2（日本テレビ）
- 10月3日 - JAPAN BOYS（関西テレビ）
- 10月4日
  - そう快!ヒデタミン（フジテレビ）
  - ロンブー龍（日本テレビ）
  - （秘）おはスタ増刊号（テレビ東京）
  - ドライブ A GO!GO!（テレビ東京）
- 10月5日
  - DAIBAッテキ!!（フジテレビ）
  - 愛ラブB.I.G.（テレビ東京）
  - 『ぷっ』すま（テレビ朝日）
  - あの娘に逢いたい（テレビ東京）
  - 恋のチューンネップ（広島テレビ）
  - ココリコ黄金伝説（テレビ朝日）
- 10月6日
  - スキヤキ!!ロンドンブーツ大作戦（テレビ東京）
  - 所的蛇足講座（福岡放送）
- 10月7日
  - 爆裂遊戯団（テレビ東京）
  - 男3人ムリ珍お宝旅（TBS）
- 10月8日 - 歌迷窟(クーミータウン)（読売テレビ）
- 10月10日 - 所ミッション!GTR（テレビ朝日）
- 10月12日
  - 禁断!ハダカの王様（テレビ朝日）
  - 西村雅彦のさよなら20世紀（フジテレビ）
  - ねごとの穴（ABC）
- 10月13日
  - おとこのこおんなのこ（フジテレビ）
  - 男女8人恋愛ツアー!TOKIOのな・り・ゆ・き!!（フジテレビ）
- 10月14日 - 笑う犬の生活-YARANEVA!!-（フジテレビ）
- 10月15日 - 江角マキコの恋愛の科学（フジテレビ）
- 10月17日
  - あなたのフツーは大丈夫!?激突ハッピーチェック（テレビ朝日）
  - 続!ボキャブラ天国（フジテレビ）
- 10月19日 - 愛する二人別れる二人（フジテレビ）
- 10月21日
  - ウンナンのホントコ!（TBS）
  - ここがヘンだよ日本人（TBS）
- 10月22日
  - コレって変ですか〜!?（フジテレビ）
  - 全国制覇バラエティ ジパング大決戦!（MBS）
- 10月25日 - おーい、ニッポン 今日はとことん○○県（NHK-BS2）
- 10月31日 - サタスマ（フジテレビ）
- 11月1日 - トロイの木馬（フジテレビ）

## 音楽番組

### 終了番組
- 3月29日
  - オリジナルコンサート（テレビ朝日）
  - 西村由紀江の日曜はピアノ気分（読売テレビ）
  - BSジャズ喫茶（NHK・BS-2）
  - ときめき夢サウンド（NHK総合）
- 9月25日 - FAN（日本テレビ）

### 開始番組
- 4月5日 - 青春のポップス（NHK総合）
- 4月10日 - BS日本のうた（NHK-BS2→BSプレミアム）
- 10月3日 - JAPAN COUNTDOWN（テレビ東京→テレビ大阪→テレビ東京）
- 10月9日 - FUN（日本テレビ）

## テレビドラマ

### NHK
大河ドラマ
- 徳川慶喜（出演：本木雅弘、石田ひかり 他）[注 14]

連続テレビ小説
- 天うらら（出演：須藤理彩、原日出子 他）
- やんちゃくれ（BK制作。出演：小西美帆、柄本明 他）

水曜ドラマ
- 必要のない人（出演：風間杜夫 他）

金曜時代劇
- 新・腕におぼえあり よろずや平四郎活人剣

土曜ドラマ
- 黄昏流星群〜恋をもう一度（2月14日・21日）

### 日本テレビ系
土曜ドラマ
- 三姉妹探偵団（主演：鈴木蘭々、吉川ひなの、野村佑香）
- LOVE&PEACE（主演：松岡昌宏、佐藤藍子）
- ハルモニア この愛の涯て（主演：堂本光一、中谷美紀）
- P.A. プライベート・アクトレス（主演：榎本加奈子）

水曜ドラマ
- サービス（主演：松本明子）
- 愛、ときどき嘘（主演：松雪泰子、萩原聖人）
- お熱いのがお好き?（出演：椎名桔平、田中美里、恵俊彰、生瀬勝久 他）
- 世紀末の詩（主演：竹野内豊、山﨑努）

読売テレビ製作月曜10時枠
- 冷たい月（主演：中森明菜、永作博美）
- くれなゐ（主演：川島なお美）
- 凍りつく夏（主演：室井滋）
- 奇跡の人（主演：山崎まさよし、松下由樹）

スペシャルドラマ
- あぶない刑事フォーエヴァー TVスペシャル'98（8月28日。主演：舘ひろし、柴田恭兵）
- 七曲署捜査一係'98（10月30日。出演：舘ひろし 他）

### TBS系
ナショナル劇場
- 水戸黄門（第26部）
- 大岡越前（第15部）

木曜9時
- 番茶も出花（作：橋田壽賀子 出演：泉ピン子、一路真輝、山口達也 他）- 1997年10月〜1998年3月
- HOTEL第5シリーズ（出演：松方弘樹、高嶋政伸 他）
- ひとりぼっちの君へ（主演：濱田雅功）
- 渡る世間は鬼ばかり第4シリーズ - 10月〜1999年9月

木曜10時
- Sweet Season（出演：松嶋菜々子、椎名桔平、とよた真帆 他）
- ラブ・アゲイン（出演：渡部篤郎、石田ひかり、菅野美穂 他）
- ラブとエロス（主演：浅野温子、長瀬智也）
- 仮面の女（出演：雛形あきこ、石田純一、小林稔侍 他）

金曜9時
- 略奪愛・アブない女（出演：赤井英和、鈴木紗理奈 他）
- 先生知らないの?（出演：草彅剛、石田ゆり子、篠原ともえ、ふかわりょう、菅原文太 他）
- 青の時代（出演：堂本剛、上川隆也、奥菜恵、嶋田久作、山本圭 他）
- PU-PU-PU（出演：森田剛、三宅健、岡田准一 他）

金曜ドラマ
- 聖者の行進（出演：いしだ壱成、酒井法子、広末涼子 他）
- めぐり逢い（出演：常盤貴子、福山雅治 他）
- ランデヴー（出演：田中美佐子、桃井かおり 他）
- あきまへんで!（出演：中村玉緒、内田有紀、藤原紀香、二宮和也、鈴木杏、橋爪功 他）

日曜劇場
- まかせてダーリン（出演：陣内孝則、賀来千香子 他）
- カミさんなんかこわくない（出演：田村正和、橋爪功、角野卓造 他）
- 海まで5分（出演：薬丸裕英、沢口靖子、白川由美、伊東四朗 他）
- なにさまっ!（出演：岸谷五朗、松雪泰子 他）

ドラマ30
- 車いすの金メダル（毎日放送制作、主演：藤谷美紀）

スペシャルドラマ
- 織田信長 天下を取ったバカ（3月25日。主演：木村拓哉）
- 麻意ちゃん、やさしさをありがとう（9月18日。出演：浅野ゆう子 他）
- 寺内貫太郎一家'98秋（9月24日。出演：小林亜星、加藤治子、西城秀樹、樹木希林 他）
- 七人の刑事〜最後の捜査線（10月12日。出演：芦田伸介、岸本加世子、風間杜夫、赤井英和 他）
- 校長がかわれば学校が変わる2（12月28日。出演：加藤剛、中田喜子、今井翼 他）

### フジテレビ系
月9
- Days（出演：長瀬智也、菅野美穂、中谷美紀、金子賢、小橋賢児 他）
- ブラザーズ（出演：中居正広、木村佳乃、岸谷五朗、今井翼、原田芳雄 他）
- ボーイハント（出演：観月ありさ、瀬戸朝香、いしだ壱成、酒井美紀、華原朋美、川岡大次郎 他）
- じんべえ（出演：田村正和、松たか子、草彅剛、高島礼子、森本レオ 他）

火9
- きらきらひかる（主演：深津絵里）
- WITH LOVE（出演：竹野内豊、田中美里、及川光博、藤原紀香 他）
- 神様、もう少しだけ（主演：金城武、深田恭子）
- 殴る女（出演：和久井映見、吹越満、石黒賢、東幹久、天海祐希 他）

関西テレビ制作火曜夜10時枠
- 太陽がいっぱい（出演：中村雅俊、牧瀬里穂 他）
- ドンウォリー!（主演：近藤真彦）
- GTO（主演：反町隆史）
- ソムリエ（主演：稲垣吾郎）

水9
- ニュースの女（主演：鈴木保奈美、滝沢秀明）
- 恋はあせらず（主演：織田裕二、香取慎吾）
- 世界で一番パパが好き（主演：明石家さんま、広末涼子）
- タブロイド（主演：常盤貴子、佐藤浩市）

木曜劇場
- 甘い結婚（主演：木梨憲武、財前直見）
- お仕事です!（主演：鶴田真由、松下由樹、雛形あきこ）
- 今夜、宇宙の片隅で（出演：西村雅彦、飯島直子、石橋貴明）
- 眠れる森（主演：中山美穂、木村拓哉、仲村トオル 他）

水10
- ショムニ（出演：江角マキコ、宝生舞、京野ことみ、戸田恵子 他）※第1回作品
- ハッピーマニア（主演：稲森いずみ、藤原紀香）
- 板橋マダムス（出演：櫻井淳子、高樹沙耶、辺見えみり、奥貫薫、宮地雅子、高橋克実 他）

火8
- 走れ公務員!（出演：さとう珠緒 他）※第1回作品

水曜時代劇
- 鬼平犯科帳第8シリーズ
- 隠密奉行朝比奈
- 剣客商売（主演：藤田まこと）

深夜ドラマ
- 美少女H

スペシャルドラマ
- ビーチボーイズスペシャル（1月3日。出演：反町隆史、竹野内豊、広末涼子 他）
- ナニワ金融道3（1月5日。出演：中居正広、小林薫、石田ひかり、緒形拳 他）
- スチュワーデス刑事2（1月9日[注 15]。主演：財前直見、水野真紀、木村佳乃）
- みにくいアヒルの子 涙の卒業スペシャル（3月31日。主演：岸谷五朗）
- ラブ ジェネレーション'98（4月6日。主演：木村拓哉、松たか子）
- 湾岸署婦警物語 初夏の交通安全スペシャル（6月19日[注 15]。出演：内田有紀、渡辺えり子 他）
- 北の国から'98 時代（7月10日[注 15]、11日。出演：田中邦衛 他）
- 踊る大捜査線 秋の犯罪撲滅スペシャル（10月6日。出演：織田裕二、柳葉敏郎 他）
- ショムニスペシャル（10月7日。出演：江角マキコ、宝生舞、京野ことみ、戸田恵子 他）
- うらぼんえ（11月27日[注 15]。出演：清水美砂、平幹二朗、伊原剛志 他 関西テレビ制作）
- GTOスペシャル（12月29日。関西テレビ制作） - 『GTO』の総集編&出演者トークで構成。

枠新設
- 水曜10時枠（4月）、火曜8時枠（10月）

### テレビ朝日系
水曜9時
- はみだし刑事情熱系（第2シリーズ）
- はぐれ刑事純情派（第11シリーズ）
- はみだし刑事情熱系（第3シリーズ）

月曜ドラマ・イン
- おそるべしっっ!!!音無可憐さん（出演：榎本加奈子、岡田義徳 他）
- ガラスの仮面2（出演：安達祐実、野際陽子、田辺誠一 他）
- スウィートデビル（主演：MAX）
- チェンジ!（主演：浅野温子、野村佑香）

木曜ドラマ
- 愛しすぎなくてよかった（出演：東山紀之、りょう、黒木瞳、布施博 他）
- 羅刹の家（出演：加藤紀子、保阪尚輝、山本陽子 他）
- 女教師（主演：高島礼子）
- 外科医・夏目三四郎（主演：内藤剛志）

木曜時代劇
- 影武者徳川家康（主演：高橋英樹）
- びんぼう同心御用帳（主演：古谷一行）
- 新選組血風録（主演：渡哲也、村上弘明、中村俊介）

土曜時代劇
- 遠山の金さんVS女ねずみ（出演：松方弘樹 他）
- 暴れん坊将軍IX（主演：松平健）※最終作品（1999年4月より木曜19時枠へ移動）

スペシャルドラマ
- 味いちもんめ'98正月スペシャル（1月2日。主演：中居正広）
- 劇的紀行 深夜特急'98（1月6日。主演：大沢たかお 制作：名古屋テレビ）
- 学校の挑戦（9月21日。出演：桜井幸子、佐藤夕美子、小橋賢児 他 制作：ABC）
- 眠狂四郎（12月28日。主演：田村正和）

### テレビ東京系
水曜8時枠
- 魚心あれば嫁心（出演：八千草薫 他）
- 飛んで火に入る春の嫁（出演：宮本信子 他）
- 素晴らしき家族旅行（出演：泉ピン子 他）
- 食卓から愛をこめて（出演：賀来千香子、内藤剛志 他）

新春ワイド時代劇
- 家康が最も恐れた男 真田幸村（1月2日。出演：松方弘樹 他）

## テレビアニメ
- カードキャプターさくら（NHK衛星第2）
- YAT安心!宇宙旅行（第2シリーズ）（NHK教育）
- おじゃる丸（NHK教育）
- どっきりドクター（フジテレビ）
- 花さか天使テンテンくん（フジテレビ）
- ひみつのアッコちゃん（第3作）（フジテレビ）
- 頭文字D（フジテレビ）
- 爆走兄弟レッツ&ゴー!!MAX（テレビ東京）※前作は新番組としては扱われてなかったが、この作品で新番組として扱われた。
- カウボーイビバップ（テレビ東京、WOWOW）
- たこやきマントマン（テレビ東京）
- 時空探偵ゲンシクン（テレビ東京）
- スーパードール★リカちゃん（テレビ東京）
- 発明BOYカニパン（テレビ東京）
- ビーストウォーズII 超生命体トランスフォーマー（テレビ東京）
- アキハバラ電脳組（TBS）
- 銀河漂流バイファム13（毎日放送）
- Bビーダマン爆外伝（名古屋テレビ）
- 遊☆戯☆王（テレビ朝日）
- まもって守護月天!（テレビ朝日）
- こっちむいてみい子（テレビ朝日）  ※アニメコンプレックス枠、アニメ週刊DX!みいファぷー内での放送。
- ふしぎ魔法ファンファンファーマシィー（テレビ朝日） ※アニメコンプレックス枠、アニメ週刊DX!みいファぷー内での放送。
- ヘリタコぷーちゃん（テレビ朝日） ※アニメコンプレックス枠、アニメ週刊DX!みいファぷー内での放送。

## 特撮番組
- 星獣戦隊ギンガマン（テレビ朝日）- 制作：東映、東映エージェンシー
  - 出演：前原一輝、末吉宏司、照英、高橋伸顕、宮澤寿梨、小川輝晃 他
- テツワン探偵ロボタック（テレビ朝日）- 制作：東映、ASATSU D.K. ※メタルヒーローシリーズ最終作
  - 出演：村上悦也、岡野洋祐、吉田由、黒川芽以、大高洋夫、赤星昇一郎、イジリー岡田 他
- ウルトラマンガイア（毎日放送）- 制作：円谷プロダクション ※平成ウルトラシリーズ第1期最終作
  - 出演：吉岡毅志、高野八誠、渡辺裕之、平泉成、宇梶剛士、橋本愛、中上雅巳 他

## 特別番組

### 冬
- 1月1日
  - 列島縦断 みのもんたの涙と笑いの元旦生中継（テレビ朝日）
  - テレビ史上初の祭典!全国高校生文化祭グランプリ'98（テレビ朝日、ABC）
  - 祝!第1998回元旦記念ボクとアナタが正月王（フジテレビ）
  - 新春!大相撲力士会ゴルフ大会（テレビ東京）
  - 今夜突然タモリの昨日は去年だったスペシャル（テレビ朝日）
  - 祝初笑い!ウンナンの演芸場進出計画（フジテレビ）
  - 爆笑問題のTV原論'98（テレビ東京）
- 1月2日
  - 日本の名峰（テレビ朝日）
  - 山田邦子とクマさんの瀬戸内ゲージツ紀行（TBS）
  - 鶴瓶の親子はイイもんだ!（フジテレビ）
  - 篠原ともえとお正月（フジテレビ）
  - 今年はいったるでスペシャル・ココリコのお年玉頂戴致します（TBS）
  - 志村&鶴瓶の超激辛!正月から叱って大暴露（テレビ朝日）
  - 全公開!泣いた笑ったお相撲の初夢家族（TBS）
  - 夢は今すぐやんなきゃスペシャル（日本テレビ）
  - 今夜はPOPにお騒ぎ超豪華!歌姫新年会'98（TBS）
  - スゴイの見せます 新春特別大放出!!幻の長嶋茂雄(秘)新ネタ満載スポーツ超スゴイ伝説よくぞ見つけた108ツ（日本テレビ）
- 1月3日
  - 東京借金地獄（フジテレビ）
  - 大地康雄の北海道!四季物語（フジテレビ）
  - 新春超豪華スペシャル これが旧家の大令嬢（テレビ朝日）
  - TOKIO!SHOW GUTZ（TBS）
  - スターの熱愛発覚デートショー!ずっとアナタが好きでした（TBS）
  - よしもと爆笑飯店（中部日本放送）
  - FlyerTV（フジテレビ）
- 1月4日
  - 新春クラシック（テレビ朝日）
  - 山本寛斎・未来のハローインディア（フジテレビ）
  - さんま・寛平の輝け!日本イタデミー大賞（関西テレビ）
  - 森繁久彌・85歳の春（TBS）
  - 初夢!花の露天風呂（テレビ朝日）
  - なぞなぞ珍道中（フジテレビ）
  - 今夜発表!初めてわかる日本女性実態赤裸々大アンケート!!あなたはすでにずれている!?夫婦100組vs芸能人大バトル（TBS）
- 1月5日 - 紳助の正月早々やっちゃいましたイイことスペシャル（テレビ朝日）
- 1月8日 - 新春暴れ初め企画・肉体派オヤジが大集合祝・たけし親方の全国ニッカポッカ選手権（フジテレビ）
- 1月9日 - たけし緊急開催・超人間アカデミー大賞（TBS）
- 1月11日 - つるべ・中居くんのナニワ漫遊道（関西テレビ）
- 1月22日 - 森田健作と細川ふみえの大家族の父さん母さん入門奮闘記（フジテレビ）
- 1月25日 - 爆笑プロ野球 V戦士の場外乱闘!撮れたて超珍プレースペシャル（テレビ朝日）
- 2月14日 - TOKIO・KinKi・V6のバレンタインSP 配達されなかった100通のラブレター（日本テレビ）

### 春
- 3月7日 - 今田・東野・ロンブーの世界サーカス祭り in ハンガリー（テレビ朝日）
- 3月13日 - 日本一のうまいもの王座決定戦（TBS）
- 3月17日 - 天国の夫への手紙（フジテレビ）
- 3月19日
  - 開幕直前!春一番SP　熟女サッチーが行く・プロ野球を支える人妻たち（TBS）
  - 世紀のビックリ達人大集合!!これが神業100連発だ（フジテレビ）
  - 感動秘話スペシャル! あなたの知らない"男はつらいよ"のすべて（ABC）
- 3月22日 - ヒーロー達が泣いた日（日本テレビ）
- 3月25日
  - 波瀾万丈スペシャル!（日本テレビ）
  - 保存版!アニメソングランキングスペシャル（フジテレビ）
- 3月31日 - あおげば尊し!芸能界あの頃みんな若かった涙の青春スペシャル（日本テレビ）
- 4月2日
  - 開幕だよ!!欽ちゃんのプロ野球好珍プレー!!どこまで見せるの（TBS）
  - 今夜は最高に美味な夜″超"グルメな大冒険（テレビ朝日）
- 4月3日
  - ナイナイ&キャイ〜ンのお笑い西遊記SP（日本テレビ）
  - 危機一髪バスターズ!(秘)仕事師密着24時（TBS）
- 4月4日 - 絶叫命がけ!!世界衝撃祭り（テレビ東京）
- 4月5日 - たけし・つるべ21世紀直前!!告発スペシャル・サイテー人グランプリ（日本テレビ）
- 4月6日 - 緊急特番!さらば闘魂…アントニオ猪木引退試合（テレビ朝日）
- 4月7日 - 有名人の妻大集合!こんな夫婦うちだけかもしれないスペシャル（フジテレビ）
- 4月9日 - 芸能界春満開!女の花園大宴会!春のホンネ家庭のヒミツ初モノ告白スペシャル!関係者の方々こんなにしゃべってスミマセン!（TBS）
- 4月11日 - 金田一銀狼VS家なき子全部見せます土曜9時生放送で同窓会SP（日本テレビ）

### 夏
- 7月10日 - 独占SPEEDスペシャル まるごと夏の初体験（TBS）
- 7月18日、7月19日 - '98FNS1億2700万人の27時間テレビ夢列島 てれずにいいこと、てれずに楽しく（フジテレビ）
- 7月18日 - 女子アナラジオTV（TBS）
- 7月25日 - 東か西か!?所さんの料理十番勝負（日本テレビ）
- 8月8日 - 東京湾花火大会（テレビ朝日）
- 8月29日 - 今夜独占!最強生放送'98メガヒットライブ（TBS）

### 秋
- 9月13日 - 世界ぜんぶ本物ド迫力スペシャル 狙われた美女!!悲劇の運命（テレビ朝日）
- 9月19日 - SMAP香取慎吾緊急特番爆発!炎上!命がけ!灼熱地獄からの大脱出（日本テレビ）
- 9月22日
  - スター(秘)お宝デビュー映像大発掘スペシャル（日本テレビ）
  - 祝30周年!!全部見せます爆笑ドリフ大全集（フジテレビ）
- 9月25日 - 隠しカメラでGTO!!グレート大変おこちゃま(秘)いたずら仕掛けてのぞき見スペシャル!!（フジテレビ）
- 9月27日 - 芸能界暴露グランプリ そこまでやるか芸能人王座決定戦!（TBS）
- 9月29日 - FNS総力取材SP! 生きてるうちに行っておきたい最優秀温泉宿ベスト100決定戦（フジテレビ）
- 10月3日 - 秋のドラマvsアニメ祭あの感動をもう一度!!（フジテレビ）
- 10月6日 - 初公開!芸能人もらい泣き秘話告白SP（TBS）
- 10月10日 - 蔵出し映像全て見せます!!芸能人デビュー100連発!!スーパースター誕生伝説（ABC）
- 10月30日 - 史上最強の激食'98秋大食い王座決定戦（TBS）

### 年末
- 12月19日 - 加ト・けん・たけしの世紀末スペシャル!!（フジテレビ）
- 12月24日 - ハッピークリスマス! 感動をありがとうスペシャル!!（日本テレビ）
- 12月25日 - ホワイティのX'mas'98ザッツ・ウリナリテイメント!!（日本テレビ）
- 12月28日 - 年忘れ大ウソ100連発爆笑ニュース'98（フジテレビ）
- 12月30日
  - TOKIO・KinKi・V6勢揃いJrも100人大集合SP（フジテレビ）
  - ダウンタウンの滅多に見れへん!1998年大賞（テレビ朝日）
- 12月30日、12月31日 - 21世紀プロジェクト 年越し30時間生放送!!テレビのちから（TBS）

### 2回以上放送のシリーズ特番
※レギュラー化前の特番、打ち切り後の復活特番も扱っています。
- 1月1日
  - 第31回初詣!爆笑ヒットパレード（フジテレビ）
  - 平成あっぱれテレビ（日本テレビ）
  - お正月だよ!ドレミファドン（フジテレビ）
  - タモリ・たけし・さんまBIG3 世紀のゴルフマッチ'98（フジテレビ）
  - 第35回新春かくし芸大会1998（フジテレビ）
- 1月1日、3月17日、7月4日、9月30日 - ものまねバトル（日本テレビ）
- 最強の男は誰だ!壮絶筋肉バトル!!スポーツマンNo.1決定戦（TBS）
  - 1月1日 - 最強の男は誰だ!壮絶筋肉バトル!!スポーツマンNo.1決定戦X
  - 4月1日 - 最強の男は誰だ!壮絶筋肉バトル!!スポーツマンNo.1決定戦XI　第3回芸能人サバイバルバトル
  - 10月2日 - 最強の男は誰だ!壮絶筋肉バトル!!スポーツマンNo.1決定戦XII　第4回芸能人サバイバルバトル
- 1月1日、2月10日、3月31日、5月2日、5月3日、7月7日、7月27日、8月19日、10月8日、11月2日、11月22日、12月29日 - THEわれめDEポン（フジテレビ）
- 1月2日
  - 生放送!新春東西寄席（テレビ東京）
  - 新春に豪打!プロゴルフ六人衆PART9（テレビ朝日）
  - 対決!スポーツ王国（テレビ朝日）
  - さんま・玉緒のお年玉あんたの夢をかなえたろかスペシャル（TBS）
  - 噂のCMガール'98（TBS）
- ものまね王座決定戦（フジテレビ）
  - 1月2日 - 新春特番オールスター爆笑ものまね紅白歌合戦!!スペシャル
  - 2月26日 - 爆笑!あなたが選ぶものまね王座決定戦ベスト101
  - 4月2日 - 第23回爆笑!スターものまね王座決定戦スペシャル
  - 10月8日 - 第30回オールスターものまね王座決定戦スペシャル
- 1月3日
  - 正月特番'98 初笑い爆笑ものまね新年会（フジテレビ）
  - オールスター対抗歌合戦・大相撲VSプロ野球（フジテレビ）
  - 新春恒例!大歌会始めヒデちゃんの晴れ着でドンチャカ（フジテレビ）
  - プロ野球スポーツ祭典（日本テレビ）
  - 世界に眠る幻の大公開(秘)映像大発掘スペシャル（TBS）
  - 日本列島湯けむり紀行スペシャル（テレビ東京）
  - 超美人アナvs超美形?スポーツマン!歌って踊って大暴露SP!!（日本テレビ）
  - 新春'98 プロ野球オールスタークイズ日本一!!（テレビ東京）
- 欽ちゃんの仮装大賞（日本テレビ）
  - 1月3日 - 欽ちゃんの第53回全日本仮装大賞
  - 5月16日 - 欽ちゃんの第54回全日本仮装大賞
  - 9月23日 - 欽ちゃんの第55回全日本仮装大賞
- 志村けんのバカ殿様（フジテレビ）
  - 1月3日 - 新春!初笑い!!志村けんのバカ殿様
  - 9月17日 - 志村けんのバカ殿様〜メイクミラクル!〜
- 1月4日
  - プロ野球12球団対抗新春ランニング王座決定戦（東海テレビ）
  - 激録!交通警察24時（テレビ朝日）
- 1月4日、2月22日 - 日高義樹のワシントンレポート（テレビ東京）
- 1月4日、10月4日 - はじめてのおつかい（日本テレビ）
- 1月5日 - 大相撲部屋別対抗歌合戦（フジテレビ）
- 明石家さんまの世にも不思議なシリーズ（日本テレビ）
  - 1月6日 - 明石家さんまの世にも不思議な珍裁判!訴えてやる!!
  - 4月5日、10月1日 - 明石家さんまの世にも不思議な物語
- 1月7日、9月30日 - 人類みな兄弟!世界の秘境で泣いて笑って!友達つくっちゃいましたスペシャル（フジテレビ）
- 1月10日 - 緊急速報!'98年末年始ザTV視聴率ベスト10（日本テレビ）
- 1月11日、10月 - ムツゴロウとゆかいな仲間たち（フジテレビ）
- 1月16日 - 芸能界とっておき裏話完全流出スペシャル3（TBS）
- 1月31日
  - 超過激スポーツ映像とことん見せます100連発 PART2（テレビ朝日）
  - 超大物有名人のここがイヤ 芸能人勇気の告発スペシャル2（日本テレビ）
- 1月23日 - 上岡龍太郎の実録!日本の仰天三面記事!!6（TBS）
- 1月24日、7月25日 - さんま・所のオシャベリの殿堂（日本テレビ）
- 1月25日 - 泣いた!笑った!密着!5つ子ちゃん家族 PART4（テレビ朝日）
- 2月7日 - 世界の決定的瞬間 奇跡と感動の大救出（日本テレビ）
- 2月8日 - 世界行ってビックリ来て仰天!秘境とニッポンの交換生活（テレビ朝日）
- 2月13日 - 動物救急病院密着24時 PART2（TBS）
- 2月22日
  - 21世紀への伝言（テレビ朝日）
  - 激録!大阪府警密着24時（テレビ朝日）
- 2月23日 - 昭和歌謡大全集（テレビ東京）
- 2月27日
  - 天国から地獄へ 転落人生劇場3（TBS）
  - 子供たちの小さな大冒険（テレビ東京）
- 3月6日
  - 大評判!これが日本の名医たち（TBS）
  - 第21回日本アカデミー賞授賞式（日本テレビ）
- 3月7日 - 芸能人の妻たち2（日本テレビ）
- 3月8日 - 第35回輝け!ゴールデン・アロー賞発表グランプリ（テレビ朝日）
- 3月12日 - ドキッ!丸ごと水着!女だらけの水泳大会（フジテレビ）
- 3月17日、9月22日 - すしの殿堂スペシャル（TBS）
- 3月17日、10月6日 - 超豪華オールスター大集合!!テレ朝人気番組炎の熱血バトル決定版（テレビ朝日）
- 3月18日、9月26日、12月29日 - 激録!列島縦断警察24時（テレビ朝日）
- 3月18日、9月16日 - 偉大な母への感謝状（TBS）
- スーパークイズスペシャル（日本テレビ）
  - 3月19日 - 春は超人気番組大集合マジカル特命まる見えバラ珍DASHコラえて大辞テンGyu!っとメレンゲぐるぐる快傑おしゃれにヒッパレ!!
  - 9月24日 - 秋は超人気番組大集合!!特命まる見え大辞10バラ珍ウリナリGyu!ぐるナイマジカル御殿コラえて!おしゃれにメレンゲ龍DASHでヒッパレ!!
- 3月19日 - 所さんのそれいけ×ココロジー春「あなたの心の中暴きました」スペシャル（読売テレビ）
- 3月20日、9月30日 - 凶悪犯罪クラッシュ密着警察24時（TBS）
- 3月23日、10月5日 - 世界のビックリ仰天三面記事（テレビ朝日）
- 3月23日、9月23日、12月30日 - 奇跡の生還! 九死に一生スペシャル（日本テレビ）
- 3月24日 - 超アンビリーバブル!!世界仰天ニュース大賞III（日本テレビ）
- 劇的瞬間スペシャル（フジテレビ）
  - 3月24日、10月1日 - 劇的瞬間スペシャル 衝撃映像未体験ゾーン
  - 12月 - 劇的瞬間スペシャル '98ニュース映像大賞
- 3月25日、10月9日、12月24日 - オールスター赤面申告!ハプニング大賞（TBS）
- 3月26日 - カウントダウンオールヒット 90年代トップアーティスト100（TBS）
  - 10月1日 - カウントダウンオールヒット 90年代アルバムセールスTOP100
- 3月26日、7月23日、9月28日 - スターどっきり(秘)報告（フジテレビ）
- 3月26日、9月26日 - 潜入!大都会 事件の最前線 直撃24時（テレビ朝日）
- 3月26日 - たけし・さんまの世紀末特番・世界超偉人111人伝説（日本テレビ）
- 3月27日、9月25日、12月 - 衝撃の映像クラッシュ（TBS）
- オールスター感謝祭（TBS）
  - 3月28日（14） - 『オールスター感謝祭'98 超豪華!クイズ決定版 この春お待たせ特大号』
  - 10月3日（15） - 『オールスター感謝祭'98 超豪華!クイズ決定版 この秋お待たせ特大号』
- 3月28日、10月3日 - 徳光&所のスポーツえらい人グランプリ（日本テレビ）
- 3月29日 - 美人キャスター対決! 輝け!!全日本ニュース大賞!（日本テレビ）
- 3月29日、10月11日、12月25日 - FNS番組対抗NG名珍場面大賞（フジテレビ）
- 3月29日 - 涙と笑いと感動 どうぶつ550匹と25人!!愉快な動物大家族スペシャル3（テレビ朝日）
- 3月30日、10月2日 - 全国警察犯罪捜査網（日本テレビ）
- 3月30日 - 春のオールスター超ド忘れイライラクイズ豪華版!!（読売テレビ）
- 3月31日、10月 - 沼島の春よふたたび!お見合い大作戦（TBS）
- 4月1日、9月29日 - あの人は今!?（日本テレビ）
- FNS番組対抗!春秋の祭典スペシャル（フジテレビ）
  - 4月1日 - FNS番組対抗!春の祭典スペシャル
  - 9月30日 - FNS秋の祭典 歓迎!秋の新番組御一行様〜お台場・中居旅館オータムフェア〜
- 4月2日、12月30日 - たけし・さんまの有名人の集まる店（フジテレビ）
- 信ジラレナイ99連発（日本テレビ）
  - 4月4日 - 凄絶(秘)怒涛(秘)衝撃映像信ジラレナイ99連発
  - 10月17日 - ??(秘)??(秘)衝撃映像信ジラレナイ99連発
  - 12月30日 - 空前(秘)絶後(秘)衝撃映像信ジラレナイ99連発年忘れのオマケの＋33
- 4月8日 - たけし×世界バトルIII　かなり変だよ!日本人（TBS）
- 4月9日、12月16日 - ビートたけしのD-1グランプリ（テレビ朝日）
- 4月10日、10月2日 - 特捜!三面記事デカ!!前代未聞トホホ事件簿（フジテレビ）
- 日本有線大賞（TBS）
  - 6月27日 - 第31回中間発表!日本有線大賞
  - 12月4日 - 発表!!第31回日本有線大賞
- にっぽんの歌（テレビ東京）
  - 7月3日 - 第29回夏祭りにっぽんの歌
  - 12月31日 - 第31回年忘れにっぽんの歌
- 8月22日、8月23日 - 24時間テレビ21「愛は地球を救う」（日本テレビ）
- 9月4日 - 芸能界とっておき裏話完全流出スペシャル4（TBS）
- 9月17日 - たけし・玉緒の超豪快スター伝説!!（読売テレビ）
- 9月21日 - スーパーバラエティー・秋の爆笑オールスター・芸能界の厳しさ教えまスペシャル!（読売テレビ）
- 9月27日
  - 熱血!紳助一座がゆく2（関西テレビ）
  - 激突!世紀の挑戦!オールスターそっくりものまね大賞（テレビ朝日）
- 10月5日 - 衝撃リポート!!世界の怪奇現象・大追跡スペシャル（日本テレビ）
- 10月6日 - 慰めも涙もいらない…転落!ドン底!衝撃の人気スター無名時代2（日本テレビ）
- 10月10日 - 日本テレビ音楽の祭典'98（日本テレビ）
- 10月25日(第1回:富山県)、11月29日(第2回:高知県) - おーい、ニッポン 今日はとことん○○県（NHK BS-2）
- 11月22日、11月23日 - ネッツトヨタスペシャル 今世紀最後!アメリカ横断ウルトラクイズ（日本テレビ）
- 12月15日 - たけしのポリスアカデミー2（ABC）
- 12月26日 - さんま&SMAP!美女と野獣のクリスマススペシャル'98（日本テレビ）
- 12月27日 - ナイナイの今世紀最強無敵のNGハプニング全部まとめてド〜〜ン!（日本テレビ）
- 12月28日 - 壮絶バトル!花の芸能界 "俺にも言わせろ!!"（日本テレビ）
- 日本レコード大賞（TBS）
  - 12月29日 - 祝!日本レコード大賞40周年記念スペシャル
  - 12月31日 - 第40回輝く!日本レコード大賞

### レギュラー番組の拡大版スペシャル
各テレビ番組の項目に拡大版の記述があるものを除く。拡大版の記述がある番組は、各番組の項目も参照。
- 1月1日
  - 新春ジパングあさ6（日本テレビ）
  - おはようクジラ新春スペシャル（TBS）
  - 超おはスタ（テレビ東京）
  - 笑点の逆襲スペシャル（日本テレビ）
  - TVチャンピオン1998明けましてラーメン・列島縦断TV初公開日本一うまいラーメン選手権（テレビ東京）
- 1月2日
  - 新春スーパーモーニング（テレビ朝日）
  - えすえふスペシャル（フジテレビ）
- 1月3日
  - おめでとういい朝8時初夢お宝スペシャル（MBS）
  - 朝だ!生です旅サラダ新春スペシャル（ABC）
  - ゲーム王国スペシャル（テレビ東京）
  - 徹子の部屋新春特大号（テレビ朝日）
- 1月4日
  - THE・サンデー新春特別版（日本テレビ）
  - 新サンデーモーニング新春スペシャル'98（TBS）
  - 新春笑っていいとも!増刊号スペシャル（フジテレビ）
  - アッコにおまかせ!新春豪華版スペシャル（TBS）
  - 新婚さんいらっしゃい!新春スペシャル（ABC）
  - 噂の!東京マガジン決定!!'98非常識大賞（TBS）
  - ぶらり途中下車の旅特別版（日本テレビ）
  - 知ってるつもり?!スペシャル（日本テレビ）
- 1月10日 - メレンゲの気持ちスペシャル（日本テレビ）
- 1月18日 - 64マリオスタジアムスペシャル（テレビ東京）
- 2月15日 - ねばぎば!TOKIOスペシャル（フジテレビ）
- 3月8日 - ハッピーバースデー!涙と感動の超豪華スペシャル（フジテレビ）
- 3月11日 - 中居正広のボク生き豪華拡大アクセル全開スペシャル（フジテレビ）
- 3月15日 - 独占!!SPORTS情報＋60K点越えスペシャル（日本テレビ）
- 3月16日 - 徳光和夫の情報スピリッツスペシャル（テレビ東京）
- 3月20日 - 驚きももの木20世紀スペシャル（ABC）
- 3月20日 - 追跡!テレビの主役スペシャル（テレビ東京）

## 各局のキャンペーン
- 「日テレ営業中」（日本テレビ）
- 「○○さん、テレビ朝日ですよ!」（テレビ朝日）
- 「てれとしるぶぷれ!」（テレビ東京）